# Neidling
Neidling ist eine Marktgemeinde mit 1526 Einwohnern (Stand 1. Jänner 2025) im Bezirk St. Pölten in Niederösterreich.

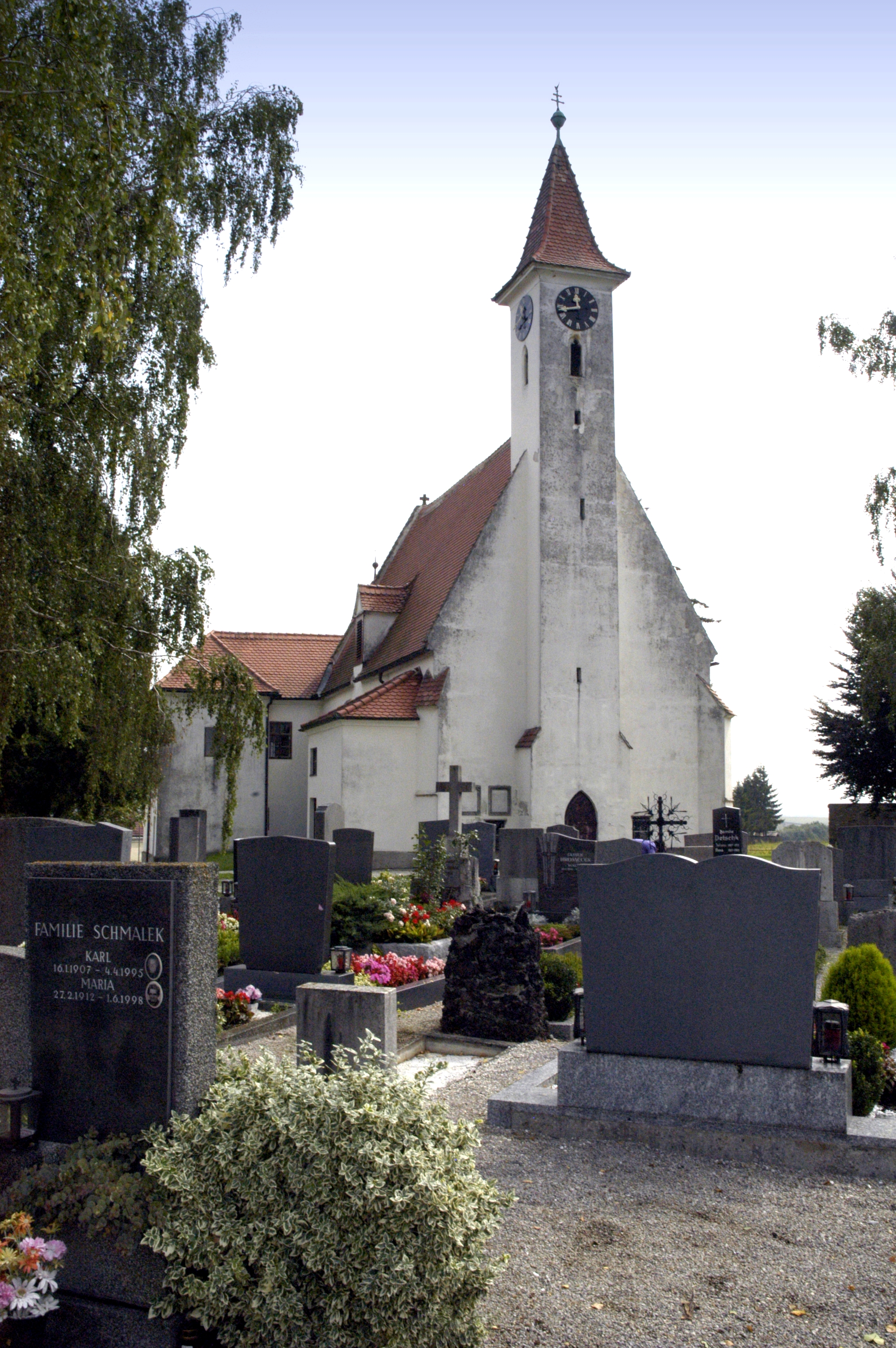
Pfarrkirche Neidling

## Geographie
Neidling liegt im Mostviertel nordwestlich von St. Pölten am Ostrand des Dunkelsteinerwaldes. Die Entwässerung erfolgt durch den Kremnitzbach. Dieser fließt in einer Höhe von etwa 300 Meter über dem Meer, nach Nordwesten steigt das Gemeindegebiet im Dunkelsteiner Wald auf 600 Meter an.
Die Fläche der Gemeinde umfasst 18,59 Quadratkilometer. Davon sind 37 Prozent bewaldet, 54 Prozent werden landwirtschaftlich genutzt.

### Gemeindegliederung
Das Gemeindegebiet umfasst folgende 11 Ortschaften (in Klammern Einwohnerzahl Stand 1. Jänner 2025):
- Afing (268)
- Dietersberg (99)
- Enikelberg (57)
- Flinsbach (485) samt Steinbergsiedlung
- Gabersdorf (97)
- Goldegg (17)
- Griechenberg (169)
- Neidling (119)
- Pultendorf (40)
- Watzelsdorf (115)
- Wernersdorf (60)

Die Gemeinde besteht aus den Katastralgemeinden Afing, Dietersberg, Enikelberg, Flinsbach, Gabersdorf, Goldegg, Griechenberg, Neidling, Pultendorf, Watzelsdorf und Wernersdorf.

### Nachbargemeinden
|            | Karlstetten                                 |            |
|            | Kompassrose, die auf Nachbargemeinden zeigt | St. Pölten |
| Hafnerbach | Gerersdorf                                  |            |

## Geschichte
Die ältesten Siedlungsspuren stammen aus der Jungsteinzeit. Aus der Bronzezeit wurden eine Hängeurne und Grabbeigaben eines Höckergrabes gefunden. Zur Zeit der römischen Besatzung verlief die Straße von St. Pölten nach Melk durch das Gemeindegebiet.
Die erste schriftliche Erwähnung der Gegend stammt aus dem Jahr 828, wo der Flinsbach als Grenze einer Schenkung des Kaisers Ludwig an das Kloster Kremsmünster genannt wird. Nuli(n)gen (Neidling) wird erstmals 1180 in einem Göttweiger Urbar erwähnt. Die Herrschaft Goldegg mit dem Schloss Goldegg, die sich seit 1589 im Besitz der Freiherren von Enenkel befand und seit 1782 im Besitz der Familie Auersperg ist, war bis 1848 das Zentrum des heutigen Gemeindegebietes.
Die heutige Gemeinde entstand im Jahr 1850. Eine überörtliche Bedeutung kommt der von einem überdurchschnittlichen Wachstum gekennzeichneten Gemeinde, deren Häuserbestand zwischen 1971 und 2006 um zwei Drittel vermehrt hat, auf dem Gebiet der Wirtschaft zu, aber auch durch den Golfplatz beim Schloss Goldegg.

### Einwohnerentwicklung
| Neidling: Einwohnerzahlen von 1869 bis 2025         | Neidling: Einwohnerzahlen von 1869 bis 2025 | Neidling: Einwohnerzahlen von 1869 bis 2025 | Neidling: Einwohnerzahlen von 1869 bis 2025 | Neidling: Einwohnerzahlen von 1869 bis 2025 |
| --------------------------------------------------- | ------------------------------------------- | ------------------------------------------- | ------------------------------------------- | ------------------------------------------- |
| Jahr                                                |                                             |                                             |                                             | Einwohner                                   |
| 1869                                                | 1869                                        |                                             | 1.029                                       | 1.029                                       |
| 1880                                                | 1880                                        |                                             | 1.058                                       | 1.058                                       |
| 1890                                                | 1890                                        |                                             | 1.096                                       | 1.096                                       |
| 1900                                                | 1900                                        |                                             | 1.085                                       | 1.085                                       |
| 1910                                                | 1910                                        |                                             | 1.192                                       | 1.192                                       |
| 1923                                                | 1923                                        |                                             | 1.162                                       | 1.162                                       |
| 1934                                                | 1934                                        |                                             | 1.135                                       | 1.135                                       |
| 1939                                                | 1939                                        |                                             | 1.108                                       | 1.108                                       |
| 1951                                                | 1951                                        |                                             | 1.058                                       | 1.058                                       |
| 1961                                                | 1961                                        |                                             | 1.048                                       | 1.048                                       |
| 1971                                                | 1971                                        |                                             | 1.093                                       | 1.093                                       |
| 1981                                                | 1981                                        |                                             | 1.200                                       | 1.200                                       |
| 1991                                                | 1991                                        |                                             | 1.299                                       | 1.299                                       |
| 2001                                                | 2001                                        |                                             | 1.382                                       | 1.382                                       |
| 2011                                                | 2011                                        |                                             | 1.468                                       | 1.468                                       |
| 2021                                                | 2021                                        |                                             | 1.507                                       | 1.507                                       |
| 2025                                                | 2025                                        |                                             | 1.526                                       | 1.526                                       |
| Quelle(n): Statistik Austria, Gebietsstand 1.1.2021 |                                             |                                             |                                             |                                             |

## Kultur und Sehenswürdigkeiten
Afing

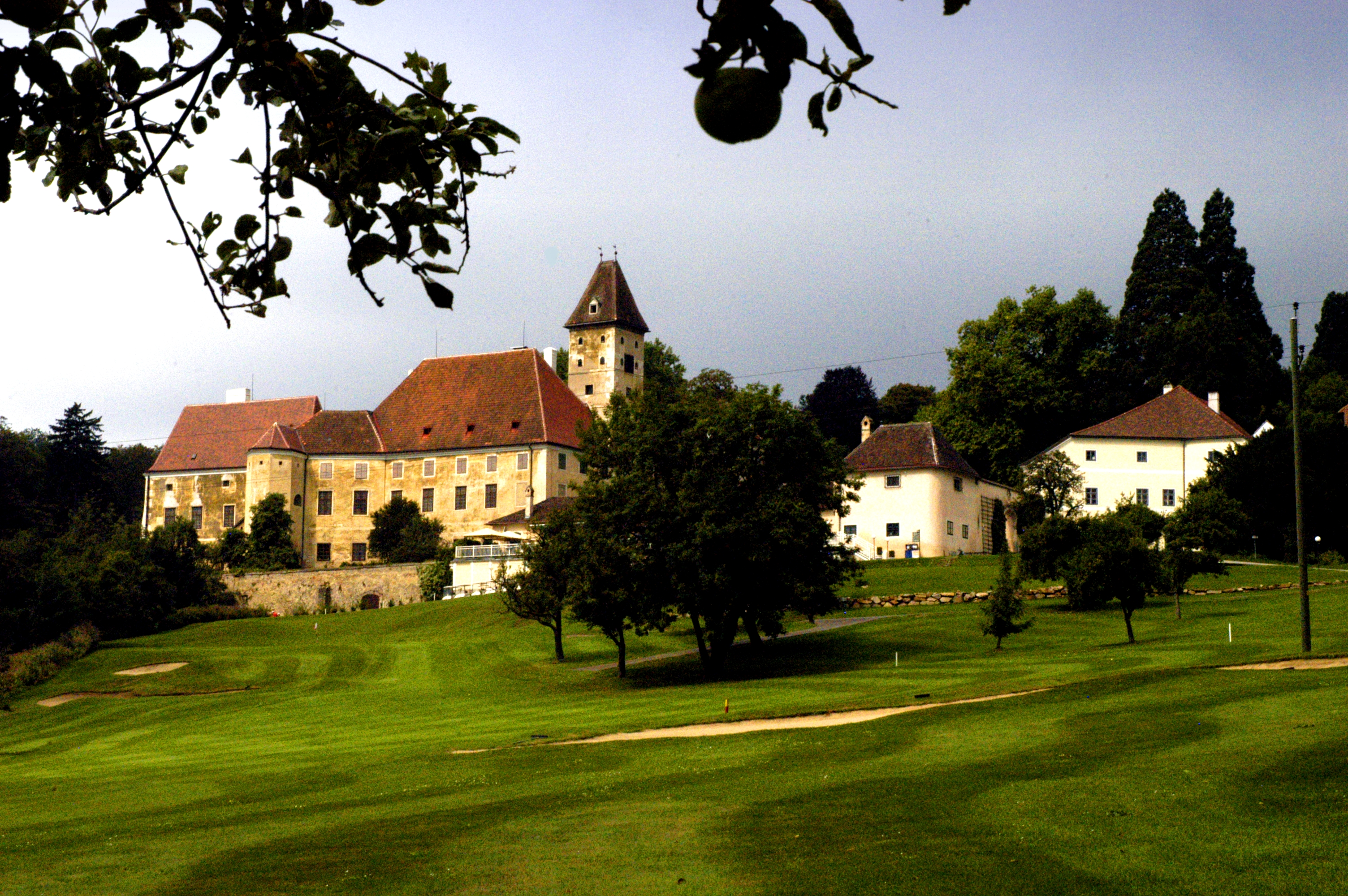
Schloss Goldegg

- Ortskapelle Zur unbefleckten Empfängnis bei Nr. 1, 1766 erbaut
- Wegkapelle bei Nr. 17, 1747 erbaut

Goldegg
- Schloss Goldegg

Neidling
- Katholische Pfarrkirche Neidling Hll. Petrus und Paulus
- Friedhofskapelle mit Kriegerdenkmal

Enikelberg
- Kapelle Bildbuche, neugotisch, nordwestlich des Ortes im Wald, 1894 erbaut

## Wirtschaft und Infrastruktur
Nichtlandwirtschaftliche Arbeitsstätten gab es im Jahr 2001 42, land- und forstwirtschaftliche Betriebe nach der Erhebung 1999 57. Die Zahl der Erwerbstätigen am Wohnort betrug nach der Volkszählung 2001 666. Die Erwerbsquote lag 2001 bei 49,92 Prozent.

### Öffentliche Einrichtungen
In Neidling befindet sich ein Kindergarten und eine Volksschule.

## Politik

### Gemeinderat
Im Gemeinderat gibt es nach der Gemeinderatswahl 2020 bei insgesamt 19 Sitzen folgende Mandatsverteilung:
ÖVP 13, SPÖ 5 und die FPÖ 1.

### Bürgermeister
Bürgermeisterin der Marktgemeinde Neidling ist Barbara Egerer-Höld, Vizebürgermeisterin ist Edith Pruckner.
Amtsleiter ist Thomas Tiefenbacher.

## Persönlichkeiten
- Patricia Nolz, österreichische Mezzosopranistin
- Karl Schmitzer, Politiker
- Karl Schrattenholzer, Bürgermeister von 1984 bis 2009 und Ehrenbürger